# Mjuk science fiction
Mjuk science fiction (engelska: soft science fiction) är en genre inom science fiction som fokuserar på samhällsvetenskapliga aspekter såsom psykologi, ekonomi, statsvetenskap, sociologi, antropologi, religionsvetenskap och ekologi. Termen mjuk science fiction började användas i slutet av 1970-talet.
Kända författare i denna kategori är Ursula K. Le Guin och Philip K. Dick. Mjuk science fiction kan också vara berättelser som främst inriktar sig på karaktärer och känsla, där Ray Bradbury är en erkänd mästare.
Vissa författare suddar ut gränserna mellan mjuk och hård science fiction. Relaterat till mjuk och social science fiction är de spekulativa fiktionsgrenarna utopi och dystopi, till exempel 1984 av George Orwell och Du sköna nya värld av Aldous Huxley. Satiriska romaner som Jonathan Swifts Gullivers resor kan också anses vara spekulativ fiktion.
Rymdeposen Aniara (poesi egentligen), 2001 – En rymdodyssé och Solaris liknar psykologisk thriller men är samtidigt särpräglad science fiction med artificiell intelligens (intelligenta datorer i rymdskeppen).

## Religion
Religion är ett kontroversiellt ämne inom science fiction. Det är vanligen TV-serier som ger sig in på området, och i serier som Star Trek och Stargate SG-1 är religioner på Jorden, bortsett från mytologin, ett närmast tabubelagt ämne, medan man gärna förser andra arter än människor med mer eller mindre utvecklade religiösa läror. Här figurerar såväl faktiska som fiktiva mer eller mindre omnipotenta utomjordingar. I serien Battlestar Galactica är människorna inte från Jorden och har försetts med en polyteistisk tro. Deras dödsfiender – de med människor identiska robotarna cylonerna – bekänner sig till en enda gud. Cylonerna ber en bön till "Cloud of the Unknown", ett uttryck som förekommer i kristna böner (okunskapens moln) och dessutom var bahá'í-grundaren Bahá'u'lláhs första verk (molnet som gör den som skall komma ännu är okänd).
I den mån science fiction-litteraturen inspirerats av religioner är det oftast religioner inriktade på samhälleliga förbättringar, som exempelvis Bahá'í som förespråkar harmoni mellan vetenskap och religion, kunnande och andlighet, som ligger till grund för berättelsen. T.K. Ralya är en amerikansk författare som bland annat utmärkt sig inom religiöst inriktad science fiction. Hennes mest kända bok är bestsellern The Golden Age: Thy Kingdom Come. Romanen inleds med att huvudpersonen Geoffrey Waters anklagar guden Gud sedan hans bästa vän dött i Irak-kriget. Waters förflyttas då framåt i tiden till en planet i fred och harmoni; ett paradis där principer som starkt påminner om Bahá'í-lärans har genomförts. Människorna på planeten lever efter Qadas principer, vilket är en omkastning av de två första bokstäverna i Baha'i-trons grundare Bahá'u'lláhs viktigaste verk Aqdas.
Karen Anne Webbs böcker – Adventurers of the Carotian Union – är en blandning av fantasy och science fiction med starka inslag av religion, framför allt teman från Bahá'í-trons heliga skrifter. Det samhälle som handlingen utspelar sig i är det fullt genomförda jordiska paradis som var Bahá'u'lláhs vision. Bokserien innehåller dessutom citat från en uppsjö av religiösa traditioner.
Doris Lessing låter i sin pentalogi "Canopus i Argo" multipotenta utomjordingar agera sufism-inspirerade trädgårdsmästare på Shikasta (=Jorden).
Omvänt kan science fiction-litteraturen inspirera religioner. C.S. Lewis' roman Utflykt från en tyst planet (1938) beskriver bland annat utomjordingar som hindrar mänskligheten i dess utveckling, något som senare återkommer i Scientologi-läran, vilken grundades av L. Ron Hubbard som bland annat själv skrev science fiction.